# Pradawny ląd 9: Wyprawa nad Wielką Wodę
Pradawny ląd 9: Wyprawa nad Wielką Wodę (ang. Land Before Time IX: The Journey to the Big Water) – amerykański film animowany dla dzieci.
Opowiada dalszych losach pięciu dinozaurów: Liliputa (apatozaur), Cery (triceratops), Pterusia (pteranodon), Kaczusi (zaurolof) i Szpica (stegozaur).

## Opis fabuły[1]
Wielka Dolina została nawiedzona przez ulewne deszcze. Po ustaniu ulewy, Liliput odkrywa, że spływająca z gór woda utworzyła na terenie doliny olbrzymie jezioro. Nad brzegiem jeziora Liliput poznaje młodego ichtiozaura o imieniu Mo, z którym się zaprzyjaźnia. Wraz z przyjaciółmi Cerą, Szpicem, Kaczusią i Pterusiem, postanawia pomóc nowemu znajomemu powrócić do oceanu.

## Obsada oryginalna
- Thomas Dekker - Liliput (głos)
- Rob Paulsen - Szpic / Mo (głos)
- Jeff Bennett - Pteruś (głos)
- Anndi McAfee - Cera (głos)
- Aria Noelle Curzon - Kaczusia (głos)
- Miriam Flynn - babcia / mama Diplodoeus (głos)
- John Ingle - ojciec Cery (głos) (narrator)
- Kenneth Mars - dziadek Długoszyjec (głos)
- Tress MacNeille - mama Kaczusi / mama Pterusia (głos)